# Liste des chapelles des Alpes-Maritimes
La liste des chapelles des Alpes-Maritimes présente les chapelles de culte catholique situées sur le territoire des communes du département français des Alpes-Maritimes. Il est fait état des diverses protections dont elles peuvent bénéficier, et notamment les inscriptions et classements au titre des monuments historiques.
Toutes sont situées dans le diocèse de Nice.

## Liste
| Chapelle                                                                           | Commune                  | Adresse                             | Coordonnées                      | Notice                              | Protection         | Date | Illustration                                                            |
| ---------------------------------------------------------------------------------- | ------------------------ | ----------------------------------- | -------------------------------- | ----------------------------------- | ------------------ | ---- | ----------------------------------------------------------------------- |
| Chapelle Saint-Jean d'Aiglun                                                       | Aiglun                   |                                     | 43° 51′ 17″ nord, 6° 55′ 11″ est |                                     |                    |      | Image manquante Téléverser                                              |
| Chapelle Saint-Jeannet d'Amirat                                                    | Amirat                   |                                     | 43° 52′ 57″ nord, 6° 48′ 31″ est |                                     |                    |      | Chapelle Saint-Jeannet d'Amirat                                         |
| Chapelle Saint-Allari de Font Freye                                                | Andon                    |                                     | 43° 46′ 28″ nord, 6° 48′ 12″ est |                                     |                    |      | Image manquante Téléverser                                              |
| Chapelle Sainte-Hélène de Canaux                                                   | Andon                    |                                     | 43° 45′ 10″ nord, 6° 51′ 43″ est |                                     |                    |      | Image manquante Téléverser                                              |
| Chapelle Saint-Bernardin d'Antibes                                                 | Antibes                  |                                     | 43° 34′ 54″ nord, 7° 07′ 29″ est | « PA00135611 »                      | Inscrit MH         | 1995 | Chapelle Saint-Bernardin d'Antibes                                      |
| Chapelle Saint-Jean d'Antibes                                                      | Antibes                  |                                     | 43° 35′ 11″ nord, 7° 05′ 28″ est | « PA00080926 »                      | Inscrit MH         | 1989 | Chapelle Saint-Jean d'Antibes                                           |
| Chapelle Saint-Esprit d'Antibes                                                    | Antibes                  |                                     | 43° 34′ 53″ nord, 7° 07′ 42″ est | « PA00080653 »                      | Classé MH          | 1945 | Chapelle Saint-Esprit d'Antibes                                         |
| Chapelle Saint-Claude d'Antibes                                                    | Antibes                  |                                     | 43° 36′ 10″ nord, 7° 05′ 13″ est |                                     |                    |      | Chapelle Saint-Claude d'Antibes                                         |
| Chapelle Saint-Sauveur d'Antibes                                                   | Antibes                  |                                     | 43° 34′ 49″ nord, 7° 07′ 26″ est |                                     |                    |      | Chapelle Saint-Sauveur d'Antibes                                        |
| Chapelle du Mont-Calvaire d'Antibes                                                | Antibes                  |                                     | 43° 33′ 52″ nord, 7° 07′ 59″ est |                                     |                    |      | Chapelle du Mont-Calvaire d'Antibes                                     |
| Chapelle Notre-Dame-de-Lumière d'Antibes                                           | Antibes                  |                                     | 43° 36′ 08″ nord, 7° 07′ 07″ est |                                     |                    |      | Chapelle Notre-Dame-de-Lumière d'Antibes                                |
| Chapelle orthodoxe russe de Tous-les-Saints-de-la-Terre-Russe d'Antibes            | Antibes                  |                                     | 43° 35′ 12″ nord, 7° 07′ 14″ est |                                     |                    |      | Chapelle orthodoxe russe de Tous-les-Saints-de-la-Terre-Russe d'Antibes |
| Chapelle Sainte-Thérèse d'Antibes                                                  | Antibes                  |                                     | 43° 35′ 47″ nord, 7° 05′ 27″ est |                                     |                    |      | Chapelle Sainte-Thérèse d'Antibes                                       |
| Chapelle Saint-Laurent du fort carré                                               | Antibes                  |                                     | 43° 35′ 25″ nord, 7° 07′ 38″ est |                                     |                    |      | Chapelle Saint-Laurent du fort carré                                    |
| Chapelle Sainte-Anne d'Ascros                                                      | Ascros                   |                                     | 43° 55′ 17″ nord, 7° 01′ 01″ est |                                     |                    |      | Image manquante Téléverser                                              |
| Chapelle Saint-Claude d'Aspremont                                                  | Aspremont                |                                     | 43° 47′ 04″ nord, 7° 14′ 37″ est |                                     |                    |      | Image manquante Téléverser                                              |
| Chapelle Sainte-Croix d'Aspremont                                                  | Aspremont                |                                     | 43° 46′ 58″ nord, 7° 14′ 38″ est |                                     |                    |      | Image manquante Téléverser                                              |
| Chapelle Notre-Dame des Salettes                                                   | Aspremont                |                                     | 43° 47′ 16″ nord, 7° 14′ 45″ est |                                     |                    |      | Image manquante Téléverser                                              |
| Chapelle Saint-Roch de Bairols                                                     | Bairols                  |                                     | 43° 59′ 04″ nord, 7° 07′ 31″ est |                                     |                    |      | Chapelle Saint-Roch de Bairols                                          |
| Chapelle Sancta-Maria-de-Olivo de Beaulieu-sur-Mer                                 | Beaulieu-sur-Mer         |                                     | 43° 42′ 22″ nord, 7° 20′ 06″ est |                                     |                    |      | Chapelle Sancta-Maria-de-Olivo de Beaulieu-sur-Mer                      |
| Chapelle Saint-Antoine de Belvédère                                                | Belvédère                |                                     | 44° 01′ 00″ nord, 7° 19′ 11″ est |                                     |                    |      | Image manquante Téléverser                                              |
| Chapelle Saint-Blaise de Belvédère                                                 | Belvédère                |                                     | 44° 00′ 58″ nord, 7° 19′ 47″ est |                                     |                    |      | Image manquante Téléverser                                              |
| Chapelle Saint-Grat de Belvédère                                                   | Belvédère                |                                     | 44° 03′ 29″ nord, 7° 23′ 11″ est |                                     |                    |      | Image manquante Téléverser                                              |
| Chapelle Sainte-Croix des Pénitents blancs de Berre-les-Alpes                      | Berre-les-Alpes          |                                     | à géolocaliser                   |                                     |                    |      | Image manquante Téléverser                                              |
| Chapelle des Pénitents blancs de Beuil                                             | Beuil                    |                                     | 44° 05′ 38″ nord, 6° 59′ 26″ est | « PA00080666 »                      | Inscrit MH         | 1984 | Chapelle des Pénitents blancs de Beuil                                  |
| Chapelle Sainte-Anne des Launes                                                    | Beuil                    |                                     | 44° 05′ 27″ nord, 6° 58′ 14″ est |                                     |                    |      | Image manquante Téléverser                                              |
| Chapelle Saint-Jean-Baptiste de Beuil                                              | Beuil                    |                                     | 44° 04′ 22″ nord, 6° 58′ 33″ est |                                     |                    |      | Chapelle Saint-Jean-Baptiste de Beuil                                   |
| Chapelle Saint-Roch de Biot                                                        | Biot                     |                                     | 43° 37′ 42″ nord, 7° 05′ 47″ est | « PA00080667 »                      | Inscrit MH         | 1949 | Chapelle Saint-Roch de Biot                                             |
| Chapelle des Pénitents de Biot                                                     | Biot                     |                                     | 43° 37′ 39″ nord, 7° 05′ 54″ est |                                     |                    |      | Chapelle des Pénitents de Biot                                          |
| Chapelle Notre-Dame de Biot                                                        | Biot                     |                                     | 43° 37′ 49″ nord, 7° 05′ 36″ est |                                     |                    |      | Image manquante Téléverser                                              |
| Chapelle Saint-Éloi de Biot                                                        | Biot                     |                                     | 43° 37′ 43″ nord, 7° 05′ 44″ est |                                     |                    |      | Image manquante Téléverser                                              |
| Chapelle Saint-Pierre de Saint-Pierre (Alpes-Maritimes)                            | Biot                     |                                     | 43° 37′ 19″ nord, 7° 06′ 27″ est |                                     |                    |      | Image manquante Téléverser                                              |
| Chapelle Notre-Dame de Biot                                                        | Biot                     |                                     | 43° 37′ 49″ nord, 7° 05′ 36″ est |                                     |                    |      | Image manquante Téléverser                                              |
| Chapelle Saint-Antoine de Bonson                                                   | Bonson                   |                                     | 43° 51′ 47″ nord, 7° 11′ 21″ est |                                     |                    |      | Image manquante Téléverser                                              |
| Chapelle Saint-Antoine-de-Padoue du Passet                                         | Bonson                   |                                     | 43° 51′ 45″ nord, 7° 11′ 26″ est |                                     |                    |      | Chapelle Saint-Antoine-de-Padoue du Passet                              |
| Chapelle Saint-Jean-Baptiste à Bonson                                              | Bonson                   |                                     | 43° 51′ 42″ nord, 7° 11′ 19″ est |                                     |                    |      | Image manquante Téléverser                                              |
| Chapelle Saint-Bernardin de Bouyon                                                 | Bouyon                   |                                     | 43° 49′ 33″ nord, 7° 07′ 28″ est |                                     |                    |      | Chapelle Saint-Bernardin de Bouyon                                      |
| Chapelle Saint-Pons de Bouyon                                                      | Bouyon                   |                                     | 43° 49′ 39″ nord, 7° 07′ 34″ est |                                     |                    |      | Chapelle Saint-Pons de Bouyon                                           |
| Chapelle Saint-Roch de Bouyon                                                      | Bouyon                   |                                     | à géolocaliser                   |                                     |                    |      | Chapelle Saint-Roch de Bouyon                                           |
| Chapelle Saint-Antoine-l'Ermite de Breil-sur-Roya                                  | Breil-sur-Roya           |                                     | 43° 56′ 12″ nord, 7° 31′ 00″ est | « PA00080672 »                      | Inscrit MH         | 1936 | Chapelle Saint-Antoine-l'Ermite de Breil-sur-Roya                       |
| Chapelle Notre-Dame-de-la-Visitation de Breil-sur-Roya                             | Breil-sur-Roya           |                                     | 43° 54′ 07″ nord, 7° 30′ 52″ est | « PA00080963 »                      | Inscrit MH         | 1992 | Chapelle Notre-Dame-de-la-Visitation de Breil-sur-Roya                  |
| Chapelle Notre-Dame-des-Monts de Breil-sur-Roya                                    | Breil-sur-Roya           |                                     | 43° 56′ 24″ nord, 7° 30′ 17″ est | « PA00080671 »                      | Classé MH          | 1978 | Chapelle Notre-Dame-des-Monts de Breil-sur-Roya                         |
| Chapelle Sainte-Catherine de Breil-sur-Roya                                        | Breil-sur-Roya           |                                     | 43° 56′ 12″ nord, 7° 31′ 00″ est | « PA00080673 »                      | Classé MH          | 1979 | Chapelle Sainte-Catherine de Breil-sur-Roya                             |
| Chapelle Notre-Dame-des-Grâces de Breil-sur-Roya                                   | Breil-sur-Roya           |                                     | 43° 56′ 12″ nord, 7° 29′ 33″ est | « PA00080670 »                      | Inscrit MH         | 1937 | Chapelle Notre-Dame-des-Grâces de Breil-sur-Roya                        |
| Chapelle Saint-Michel de Libre                                                     | Breil-sur-Roya           |                                     | 43° 54′ 20″ nord, 7° 31′ 50″ est |                                     |                    |      | Image manquante Téléverser                                              |
| Chapelle Saint-Jean-Baptiste de Libre                                              | Breil-sur-Roya           |                                     | 43° 54′ 23″ nord, 7° 31′ 54″ est |                                     |                    |      | Image manquante Téléverser                                              |
| Chapelle de la Miséricorde, des Pénitents noirs de Breil-sur-Roya                  | Breil-sur-Roya           |                                     | 43° 56′ 17″ nord, 7° 30′ 52″ est |                                     |                    |      | Chapelle de la Miséricorde, des Pénitents noirs de Breil-sur-Roya       |
| Chapelle Saint-Antoine de Breil-sur-Roya                                           | Breil-sur-Roya           |                                     | 43° 56′ 39″ nord, 7° 30′ 50″ est |                                     |                    |      | Image manquante Téléverser                                              |
| Chapelle Saint-Jérôme de Breil-sur-Roya                                            | Breil-sur-Roya           |                                     | à géolocaliser                   |                                     |                    |      | Image manquante Téléverser                                              |
| Chapelle Saint-Martin de Briançonnet                                               | Briançonnet              |                                     | 43° 51′ 52″ nord, 6° 45′ 26″ est | « PA00080678 »                      | Inscrit MH         | 1936 | Chapelle Saint-Martin de Briançonnet                                    |
| Chapelle Saint-Joseph de Briançonnet                                               | Briançonnet              |                                     | 43° 52′ 06″ nord, 6° 45′ 40″ est |                                     |                    |      | Image manquante Téléverser                                              |
| Chapelle Saint-Pierre de Briançonnet                                               | Briançonnet              |                                     | 43° 51′ 44″ nord, 6° 45′ 32″ est |                                     |                    |      | Image manquante Téléverser                                              |
| Chapelle Saint-Roch de Briançonnet                                                 | Briançonnet              |                                     | 43° 51′ 48″ nord, 6° 45′ 23″ est |                                     |                    |      | Image manquante Téléverser                                              |
| Chapelle Notre-Dame-du-Peuple de Bézaudun-les-Alpes                                | Bézaudun-les-Alpes       |                                     | 43° 48′ 15″ nord, 7° 05′ 41″ est |                                     |                    |      | Image manquante Téléverser                                              |
| Chapelle Sainte-Marguerite de Cabris                                               | Cabris                   |                                     | 43° 39′ 27″ nord, 6° 52′ 40″ est |                                     |                    |      | Image manquante Téléverser                                              |
| Chapelle Saint-Jean de Peyasq                                                      | Cabris                   |                                     | 43° 39′ 07″ nord, 6° 53′ 07″ est |                                     |                    |      | Image manquante Téléverser                                              |
| Chapelle Saint-Jean-Baptiste de Cabris                                             | Cabris                   |                                     | 43° 39′ 27″ nord, 6° 52′ 17″ est |                                     |                    |      | Image manquante Téléverser                                              |
| Chapelle Saint-Sébastien de Cabris                                                 | Cabris                   |                                     | 43° 39′ 21″ nord, 6° 52′ 28″ est |                                     |                    |      | Image manquante Téléverser                                              |
| Chapelle Notre-Dame-de-Protection de Cagnes-sur-Mer                                | Cagnes-sur-Mer           |                                     | 43° 40′ 05″ nord, 7° 08′ 47″ est | « PA00080686 »                      | Classé MH          | 1939 | Chapelle Notre-Dame-de-Protection de Cagnes-sur-Mer                     |
| Chapelle Saint-Pierre de Cros-de-Cagnes                                            | Cagnes-sur-Mer           |                                     | 43° 39′ 28″ nord, 7° 09′ 59″ est |                                     |                    |      | Chapelle Saint-Pierre de Cros-de-Cagnes                                 |
| Chapelle Saint-Sauveur de Cannes                                                   | Cannes                   |                                     | 43° 30′ 30″ nord, 7° 02′ 27″ est | « PA00080691 »                      | Classé MH          | 1886 | Chapelle Saint-Sauveur de Cannes                                        |
| Chapelle Sainte-Anne de Cannes                                                     | Cannes                   |                                     | 43° 33′ 00″ nord, 7° 00′ 37″ est | « PA00080689 »                      | Classé MH          | 1937 | Chapelle Sainte-Anne de Cannes                                          |
| Chapelle de la Miséricorde de Cannes                                               | Cannes                   |                                     | 43° 33′ 07″ nord, 7° 00′ 40″ est | « PA00080688 »                      | Inscrit MH         | 1933 | Chapelle de la Miséricorde de Cannes                                    |
| Chapelle de la Trinité de Cannes                                                   | Cannes                   |                                     | 43° 30′ 28″ nord, 7° 03′ 14″ est | « PA00080692 »                      | Classé MH          | 1886 | Chapelle de la Trinité de Cannes                                        |
| Chapelle Notre-Dame du Souvenir de Cannes                                          | Cannes                   |                                     | 43° 33′ 17″ nord, 7° 01′ 30″ est | « IA06000075 »                      |                    |      | Chapelle Notre-Dame du Souvenir de Cannes                               |
| Chapelle Saint-Pierre de Cannes                                                    | Cannes                   |                                     | 43° 30′ 23″ nord, 7° 02′ 42″ est |                                     |                    |      | Chapelle Saint-Pierre de Cannes                                         |
| Chapelle Bellini de Cannes                                                         | Cannes                   |                                     | 43° 33′ 37″ nord, 7° 01′ 57″ est |                                     |                    |      | Chapelle Bellini de Cannes                                              |
| Chapelle de l'institut Stanislas de Cannes                                         | Cannes                   |                                     | 43° 33′ 12″ nord, 7° 00′ 31″ est |                                     |                    |      | Chapelle de l'institut Stanislas de Cannes                              |
| Chapelle du château Caroline                                                       | Cannes                   |                                     | à géolocaliser                   |                                     |                    |      | Chapelle du château Caroline                                            |
| Chapelle Saint-Cassien                                                             | Cannes                   |                                     | 43° 32′ 57″ nord, 6° 57′ 15″ est | « Cannes : butte de Saint-Cassien » | Site classé (1936) |      | Chapelle Saint-Cassien                                                  |
| Chapelle Saint-Caprais de Cannes                                                   | Cannes                   |                                     | 43° 30′ 29″ nord, 7° 02′ 16″ est |                                     |                    |      | Chapelle Saint-Caprais de Cannes                                        |
| Chapelle Alexandra de Cannes                                                       | Cannes                   |                                     | à géolocaliser                   |                                     |                    |      | Chapelle Alexandra de Cannes                                            |
| Chapelle Saint-Michel de Cannes                                                    | Cannes                   |                                     | 43° 30′ 32″ nord, 7° 02′ 46″ est |                                     |                    |      | Chapelle Saint-Michel de Cannes                                         |
| Chapelle Saint-Ferréol de Cannes                                                   | Cannes                   |                                     | 43° 30′ 23″ nord, 7° 03′ 30″ est |                                     |                    |      | Chapelle Saint-Ferréol de Cannes                                        |
| Chapelle Notre-Dame-de-la-Paix de Castagniers                                      | Castagniers              |                                     | 43° 48′ 05″ nord, 7° 13′ 56″ est |                                     |                    |      | Chapelle Notre-Dame-de-la-Paix de Castagniers                           |
| Chapelle Saint-Sébastien de Castellar                                              | Castellar                |                                     | 43° 48′ 24″ nord, 7° 29′ 55″ est | « PA00080701 »                      | Inscrit MH         | 1925 | Chapelle Saint-Sébastien de Castellar                                   |
| Chapelle Saint-Pierre de Castellar                                                 | Castellar                |                                     | 43° 48′ 11″ nord, 7° 29′ 48″ est |                                     |                    |      | Chapelle Saint-Pierre de Castellar                                      |
| Chapelle Saint-Antoine de Castellar                                                | Castellar                |                                     | 43° 48′ 22″ nord, 7° 29′ 51″ est |                                     |                    |      | Chapelle Saint-Antoine de Castellar                                     |
| Chapelle Notre-Mère-des-Miséricordes, des Pénitents noirs de Castellar             | Castellar                |                                     | à géolocaliser                   |                                     |                    |      | Image manquante Téléverser                                              |
| Chapelle Saint-Bernard de Col Saint-Bernard                                        | Castellar                |                                     | 43° 49′ 35″ nord, 7° 29′ 53″ est |                                     |                    |      | Image manquante Téléverser                                              |
| Chapelle Saint-Jean-Baptiste de Castellar                                          | Castellar                |                                     | à géolocaliser                   |                                     |                    |      | Image manquante Téléverser                                              |
| Chapelle Saint-Roch dite chapelle du Bon-Voyage de Castellar                       | Castellar                |                                     | 43° 48′ 21″ nord, 7° 30′ 00″ est |                                     |                    |      | Chapelle Saint-Roch dite chapelle du Bon-Voyage de Castellar            |
| Chapelle des Pénitents blancs de Castellar                                         | Castellar                |                                     | 43° 48′ 13″ nord, 7° 29′ 47″ est |                                     |                    |      | Chapelle des Pénitents blancs de Castellar                              |
| Chapelle de la Sainte-Trinité de Châteauneuf-Grasse                                | Châteauneuf-Grasse       |                                     | à géolocaliser                   |                                     |                    |      | Image manquante Téléverser                                              |
| Chapelle Saint-Joseph de Châteauneuf-Villevieille                                  | Châteauneuf-Villevieille |                                     | 43° 47′ 41″ nord, 7° 17′ 51″ est |                                     |                    |      | Chapelle Saint-Joseph de Châteauneuf-Villevieille                       |
| Chapelle Saint-Antoine de Châteauneuf-d'Entraunes                                  | Châteauneuf-d'Entraunes  |                                     | 44° 07′ 53″ nord, 6° 49′ 52″ est |                                     |                    |      | Image manquante Téléverser                                              |
| Chapelle Saint-Joseph de Châteauneuf-d'Entraunes                                   | Châteauneuf-d'Entraunes  |                                     | 44° 07′ 44″ nord, 6° 49′ 54″ est |                                     |                    |      | Chapelle Saint-Joseph de Châteauneuf-d'Entraunes                        |
| Chapelle Saint-Claude de Cipières                                                  | Cipières                 |                                     | 43° 46′ 51″ nord, 6° 57′ 30″ est | « PA00080704 »                      | Inscrit MH         | 1979 | Chapelle Saint-Claude de Cipières                                       |
| Chapelle Saint-Antoine de Clans                                                    | Clans                    |                                     | 43° 59′ 36″ nord, 7° 08′ 47″ est | « PA00080706 »                      | Classé MH          | 1942 | Chapelle Saint-Antoine de Clans                                         |
| Chapelle Saint-Michel de Clans                                                     | Clans                    |                                     | 43° 59′ 45″ nord, 7° 09′ 15″ est | « PA00080707 »                      | Classé MH          | 2000 | Chapelle Saint-Michel de Clans                                          |
| Chapelle Notre-Dame-de-la-Miséricorde, des Pénitents noirs de Clans                | Clans                    |                                     | à géolocaliser                   |                                     |                    |      | Chapelle Notre-Dame-de-la-Miséricorde, des Pénitents noirs de Clans     |
| Chapelle Saint-Antoine-de-Padoue du Raus                                           | Clans                    |                                     | 43° 58′ 28″ nord, 7° 09′ 12″ est |                                     |                    |      | Image manquante Téléverser                                              |
| Chapelle Sainte-Anne du Monar                                                      | Clans                    |                                     | 44° 01′ 11″ nord, 7° 12′ 15″ est |                                     |                    |      | Image manquante Téléverser                                              |
| Chapelle Saint-Sébastien de Pont de Clans                                          | Clans                    |                                     | 43° 58′ 37″ nord, 7° 08′ 31″ est |                                     |                    |      | Chapelle Saint-Sébastien de Pont de Clans                               |
| Chapelle Saint-Sébastien de Coaraze                                                | Coaraze                  |                                     | 43° 51′ 11″ nord, 7° 17′ 18″ est | « PA00080709 »                      | Classé MH          | 2001 | Chapelle Saint-Sébastien de Coaraze                                     |
| Chapelle Notre-Dame-de-Piété de Coaraze                                            | Coaraze                  |                                     | à géolocaliser                   |                                     |                    |      | Chapelle Notre-Dame-de-Piété de Coaraze                                 |
| Chapelle Saint-Pierre de la Manda                                                  | Colomars                 |                                     | 43° 45′ 49″ nord, 7° 12′ 24″ est |                                     |                    |      | Image manquante Téléverser                                              |
| Chapelle Saint-Roch de la Sirole                                                   | Colomars                 |                                     | 43° 45′ 11″ nord, 7° 13′ 57″ est |                                     |                    |      | Image manquante Téléverser                                              |
| Chapelle Saint-Roch de la Grave                                                    | Contes                   |                                     | 43° 48′ 37″ nord, 7° 18′ 56″ est |                                     |                    |      | Image manquante Téléverser                                              |
| Chapelle Saint-Michel de Coursegoules                                              | Coursegoules             |                                     | 43° 48′ 04″ nord, 7° 01′ 54″ est | « PA00080715 »                      | Inscrit MH         | 1978 | Chapelle Saint-Michel de Coursegoules                                   |
| Chapelle Notre-Dame-de-Pitié, des Pénitents blancs de Coursegoules                 | Coursegoules             |                                     | à géolocaliser                   |                                     |                    |      | Image manquante Téléverser                                              |
| Chapelle Saint-Barnabé de Saint-Barnabé (Alpes-Maritimes)                          | Coursegoules             |                                     | 43° 45′ 50″ nord, 7° 02′ 21″ est |                                     |                    |      | Chapelle Saint-Barnabé de Saint-Barnabé (Alpes-Maritimes)               |
| Chapelle Saint-Jean-Baptiste de Coursegoules                                       | Coursegoules             |                                     | 43° 47′ 34″ nord, 7° 02′ 40″ est |                                     |                    |      | Image manquante Téléverser                                              |
| Chapelle Saint-Michel de Rocca Sparvièra                                           | Duranus                  |                                     | 43° 53′ 32″ nord, 7° 17′ 12″ est |                                     |                    |      | Chapelle Saint-Michel de Rocca Sparvièra                                |
| Chapelle Saint-Sébastien d'Entraunes                                               | Entraunes                |                                     | 44° 11′ 21″ nord, 6° 44′ 54″ est | « PA00080717 »                      | Classé MH          | 1947 | Chapelle Saint-Sébastien d'Entraunes                                    |
| Chapelle Notre-Dame-du-Rosaire d'Entraunes                                         | Entraunes                |                                     | 44° 11′ 16″ nord, 6° 44′ 57″ est |                                     |                    |      | Chapelle Notre-Dame-du-Rosaire d'Entraunes                              |
| Chapelle Saint-Martin d'Escragnolles                                               | Escragnolles             |                                     | 43° 43′ 44″ nord, 6° 48′ 15″ est |                                     |                    |      | Chapelle Saint-Martin d'Escragnolles                                    |
| Chapelle Saint-Pons d'Escragnolles                                                 | Escragnolles             |                                     | 43° 43′ 45″ nord, 6° 46′ 53″ est |                                     |                    |      | Image manquante Téléverser                                              |
| Chapelle Sainte-Croix d'Èze                                                        | Èze                      |                                     | 43° 43′ 40″ nord, 7° 21′ 42″ est | « IA06001024 »                      |                    |      | Chapelle Sainte-Croix d'Èze                                             |
| Chapelle du monastère d'Èze                                                        | Èze                      |                                     | 43° 43′ 25″ nord, 7° 22′ 51″ est |                                     |                    |      | Image manquante Téléverser                                              |
| Chapelle Sainte-Croix, des Pénitents blancs de Falicon                             | Falicon                  |                                     | à géolocaliser                   |                                     |                    |      | Chapelle Sainte-Croix, des Pénitents blancs de Falicon                  |
| Chapelle Saint-Sébastien de Falicon                                                | Falicon                  |                                     | 43° 45′ 08″ nord, 7° 16′ 02″ est |                                     |                    |      | Image manquante Téléverser                                              |
| Chapelle Saint-Jacques de Fontan                                                   | Fontan                   |                                     | 44° 00′ 16″ nord, 7° 33′ 15″ est |                                     |                    |      | Image manquante Téléverser                                              |
| Chapelle Saint-Maurice de Fontan                                                   | Fontan                   |                                     | 44° 00′ 41″ nord, 7° 33′ 14″ est |                                     |                    |      | Image manquante Téléverser                                              |
| Chapelle Saint-Joseph de Gars                                                      | Gars                     |                                     | 43° 51′ 45″ nord, 6° 48′ 51″ est | « PA00080722 »                      | Inscrit MH         | 1937 | Chapelle Saint-Joseph de Gars                                           |
| Chapelle Notre-Dame de Gars                                                        | Gars                     |                                     | à géolocaliser                   |                                     |                    |      | Image manquante Téléverser                                              |
| Chapelle Saint-Pancrace, des Pénitents de Gars                                     | Gars                     |                                     | à géolocaliser                   |                                     |                    |      | Image manquante Téléverser                                              |
| Chapelle Saint-Honoré de Gilette                                                   | Gilette                  |                                     | à géolocaliser                   |                                     |                    |      | Chapelle Saint-Honoré de Gilette                                        |
| Chapelle Saint-Pancrace de Gilette                                                 | Gilette                  |                                     | à géolocaliser                   |                                     |                    |      | Chapelle Saint-Pancrace de Gilette                                      |
| Chapelle Saint-Roch de Gilette                                                     | Gilette                  |                                     | à géolocaliser                   |                                     |                    |      | Image manquante Téléverser                                              |
| Chapelle Sainte-Croix, des Pénitents blancs de Gorbio                              | Gorbio                   |                                     | à géolocaliser                   |                                     |                    |      | Image manquante Téléverser                                              |
| Chapelle Saint-Lazare de Gorbio                                                    | Gorbio                   |                                     | à géolocaliser                   |                                     |                    |      | Image manquante Téléverser                                              |
| Chapelle Saint-Roch de Gorbio                                                      | Gorbio                   |                                     | à géolocaliser                   |                                     |                    |      | Image manquante Téléverser                                              |
| Chapelle du Pont-du-Loup de Gourdon                                                | Gourdon                  |                                     | 43° 43′ 15″ nord, 6° 59′ 28″ est |                                     |                    |      | Image manquante Téléverser                                              |
| Chapelle Saint-Pons de Gourdon                                                     | Gourdon                  |                                     | à géolocaliser                   |                                     |                    |      | Image manquante Téléverser                                              |
| Chapelle Saint-Thomas de Grasse                                                    | Grasse                   |                                     | 43° 39′ 28″ nord, 6° 55′ 25″ est | « PA00080728 »                      | Inscrit MH         | 1931 | Chapelle Saint-Thomas de Grasse                                         |
| Chapelle Saint-Barnabé de Grasse                                                   | Grasse                   |                                     | 43° 38′ 30″ nord, 6° 56′ 43″ est |                                     |                    |      | Image manquante Téléverser                                              |
| Chapelle Saint-François de Grasse                                                  | Grasse                   |                                     | 43° 38′ 59″ nord, 6° 54′ 02″ est |                                     |                    |      | Image manquante Téléverser                                              |
| Chapelle Saint-Mathieu de Grasse                                                   | Grasse                   |                                     | 43° 39′ 36″ nord, 6° 57′ 19″ est |                                     |                    |      | Image manquante Téléverser                                              |
| Chapelle Sainte-Anne de Grasse                                                     | Grasse                   |                                     | 43° 38′ 44″ nord, 6° 54′ 23″ est |                                     |                    |      | Image manquante Téléverser                                              |
| Chapelle des Pénitents blancs de Magagnosc                                         | Grasse                   |                                     | 43° 40′ 49″ nord, 6° 57′ 39″ est |                                     |                    |      | Image manquante Téléverser                                              |
| Chapelle Saint-Jean de Grasse                                                      | Grasse                   |                                     | à géolocaliser                   |                                     |                    |      | Image manquante Téléverser                                              |
| Chapelle Saint-Michel de Grasse                                                    | Grasse                   |                                     | 43° 39′ 33″ nord, 6° 55′ 33″ est |                                     |                    |      | Image manquante Téléverser                                              |
| Chapelle Saint-Sauveur des Ribes                                                   | Grasse                   |                                     | à géolocaliser                   |                                     |                    |      | Image manquante Téléverser                                              |
| Chapelle Saint-Padre-Pio de Grasse                                                 | Grasse                   |                                     | à géolocaliser                   |                                     |                    |      | Chapelle Saint-Padre-Pio de Grasse                                      |
| Chapelle Saint-Joseph de Grasse                                                    | Grasse                   |                                     | à géolocaliser                   |                                     |                    |      | Image manquante Téléverser                                              |
| Chapelle Sainte-Anne de Gréolières                                                 | Gréolières               |                                     | 43° 47′ 44″ nord, 6° 56′ 13″ est |                                     |                    |      | Image manquante Téléverser                                              |
| Chapelle Sainte-Pétronille-Notre-Dame-d'Espérance de Hautes Gréolières             | Gréolières               |                                     | 43° 47′ 54″ nord, 6° 56′ 32″ est |                                     |                    |      | Chapelle Sainte-Pétronille-Notre-Dame-d'Espérance de Hautes Gréolières  |
| Chapelle du sanctuaire Notre-Dame du Buyeï des Plans                               | Guillaumes               |                                     | 44° 04′ 53″ nord, 6° 51′ 35″ est |                                     |                    |      | Image manquante Téléverser                                              |
| Chapelle Notre-Dame-de-la-Paix dite aussi chapelle Sainte-Claire de Sainte-Claire  | Guillaumes               |                                     | 44° 05′ 08″ nord, 6° 51′ 15″ est |                                     |                    |      | Image manquante Téléverser                                              |
| Chapelle Saint-Roch de Bouchanières                                                | Guillaumes               |                                     | 44° 07′ 11″ nord, 6° 51′ 54″ est |                                     |                    |      | Image manquante Téléverser                                              |
| Chapelle Notre-Dame-des-Neiges d'Amen                                              | Guillaumes               |                                     | 44° 03′ 04″ nord, 6° 52′ 15″ est |                                     |                    |      | Chapelle Notre-Dame-des-Neiges d'Amen                                   |
| Chapelle des Barrels                                                               | Guillaumes               |                                     | 44° 08′ 37″ nord, 6° 51′ 29″ est |                                     |                    |      | Chapelle des Barrels                                                    |
| Chapelle Saint-Grat d'Ilonse                                                       | Ilonse                   |                                     | 44° 01′ 56″ nord, 7° 05′ 58″ est |                                     |                    |      | Chapelle Saint-Grat d'Ilonse                                            |
| Chapelle Saint-Maur d'Irougne                                                      | Ilonse                   |                                     | 44° 02′ 30″ nord, 7° 07′ 28″ est |                                     |                    |      | Image manquante Téléverser                                              |
| Chapelle Sainte-Anne, des Pénitents blancs d'Isola                                 | Isola                    |                                     | 44° 11′ 11″ nord, 7° 03′ 06″ est |                                     |                    |      | Chapelle Sainte-Anne, des Pénitents blancs d'Isola                      |
| Chapelle Saint-Roch d'Isola                                                        | Isola                    |                                     | 44° 11′ 11″ nord, 7° 02′ 59″ est |                                     |                    |      | Image manquante Téléverser                                              |
| Chapelle de la Sainte-Croix, des Pénitents blancs de L'Escarène                    | L'Escarène               |                                     | à géolocaliser                   |                                     |                    |      | Image manquante Téléverser                                              |
| Chapelle Notre-Dame-du-Rosaire, des Pénitents noirs de L'Escarène                  | L'Escarène               |                                     | à géolocaliser                   |                                     |                    |      | Image manquante Téléverser                                              |
| Chapelle Saint-Pancrace à L’Escarène                                               | L'Escarène               |                                     | 43° 49′ 52″ nord, 7° 22′ 28″ est |                                     |                    |      | Image manquante Téléverser                                              |
| Chapelle Saint-Honorat de La Bollène-Vésubie                                       | La Bollène-Vésubie       |                                     | à géolocaliser                   |                                     |                    |      | Image manquante Téléverser                                              |
| Chapelle supérieure de l'Annonciation de La Brigue                                 | La Brigue                |                                     | 44° 03′ 46″ nord, 7° 36′ 50″ est | « PA00080682 »                      | Classé MH          | 1949 | Chapelle supérieure de l'Annonciation de La Brigue                      |
| Chapelle inférieure de l'Assomption de la Brigue                                   | La Brigue                |                                     | 44° 03′ 47″ nord, 7° 36′ 48″ est | « PA00080679 »                      | Classé MH          | 1949 | Chapelle inférieure de l'Assomption de la Brigue                        |
| Chapelle Notre-Dame-des-Fontaines de la Brigue                                     | La Brigue                |                                     | 44° 03′ 49″ nord, 7° 36′ 55″ est | « PA00080680 »                      | Classé MH          | 1951 | Chapelle Notre-Dame-des-Fontaines de la Brigue                          |
| Chapelle Saint-Michel de La Brigue                                                 | La Brigue                |                                     | 44° 03′ 48″ nord, 7° 36′ 59″ est | « PA00080681 »                      | Classé MH          | 1949 | Chapelle Saint-Michel de La Brigue                                      |
| Chapelle Saint-Jacques de Morignole                                                | La Brigue                |                                     | 44° 05′ 16″ nord, 7° 38′ 59″ est |                                     |                    |      | Image manquante Téléverser                                              |
| Chapelle de La Brigue                                                              | La Brigue                |                                     | à géolocaliser                   |                                     |                    |      | Image manquante Téléverser                                              |
| Chapelle Saint-Antoine de La Brigue                                                | La Brigue                |                                     | à géolocaliser                   |                                     |                    |      | Image manquante Téléverser                                              |
| Chapelle des Pénitents blancs de La Colle-sur-Loup                                 | La Colle-sur-Loup        |                                     | 43° 41′ 18″ nord, 7° 06′ 11″ est |                                     |                    |      | Chapelle des Pénitents blancs de La Colle-sur-Loup                      |
| Chapelle Saint-Roch de La Colle-sur-Loup                                           | La Colle-sur-Loup        |                                     | 43° 41′ 08″ nord, 7° 05′ 29″ est |                                     |                    |      | Chapelle Saint-Roch de La Colle-sur-Loup                                |
| Chapelle Saint-Donnat de La Colle-sur-Loup                                         | La Colle-sur-Loup        |                                     | 43° 40′ 56″ nord, 7° 05′ 23″ est |                                     |                    |      | Chapelle Saint-Donnat de La Colle-sur-Loup                              |
| Chapelle Notre-Dame-de-Consolation de La Colle-sur-Loup                            | La Colle-sur-Loup        |                                     | 43° 41′ 37″ nord, 7° 06′ 49″ est |                                     |                    |      | Chapelle Notre-Dame-de-Consolation de La Colle-sur-Loup                 |
| Chapelle du cimetière de La Colle-sur-Loup                                         | La Colle-sur-Loup        |                                     | 43° 41′ 29″ nord, 7° 06′ 16″ est |                                     |                    |      | Chapelle du cimetière de La Colle-sur-Loup                              |
| Chapelle Notre-Dame-du-Rosaire de La Croix-sur-Roudoule                            | La Croix-sur-Roudoule    |                                     | à géolocaliser                   |                                     |                    |      | Image manquante Téléverser                                              |
| Chapelle Saint-Ange de La Gaude                                                    | La Gaude                 |                                     | 43° 43′ 21″ nord, 7° 08′ 58″ est |                                     |                    |      | Chapelle Saint-Ange de La Gaude                                         |
| Chapelle Notre-Dame-du-Plan dite Halte des Templiers de La Penne                   | La Penne                 |                                     | 43° 55′ 35″ nord, 6° 57′ 01″ est |                                     |                    |      | Image manquante Téléverser                                              |
| Chapelle Sainte-Catherine de La Roquette-sur-Var                                   | La Roquette-sur-Var      |                                     | à géolocaliser                   |                                     |                    |      | Image manquante Téléverser                                              |
| Chapelle Saint-Jean-Baptiste de La Tour                                            | La Tour                  |                                     | 43° 57′ 30″ nord, 7° 12′ 42″ est | « PA00080883 »                      | Classé MH          | 1943 | Chapelle Saint-Jean-Baptiste de La Tour                                 |
| Chapelle des Pénitents blancs de La Tour                                           | La Tour                  |                                     | 43° 56′ 53″ nord, 7° 11′ 05″ est | « PA00080882 »                      | Classé MH          | 1944 | Chapelle des Pénitents blancs de La Tour                                |
| Chapelle Saint-Sébastien de La Tour                                                | La Tour                  |                                     | 43° 56′ 36″ nord, 7° 10′ 44″ est |                                     |                    |      | Image manquante Téléverser                                              |
| Chapelle Saint-Jean-Baptiste de La Turbie                                          | La Turbie                |                                     | 43° 44′ 43″ nord, 7° 24′ 05″ est |                                     |                    |      | Image manquante Téléverser                                              |
| Chapelle Saint-Roch de La Turbie                                                   | La Turbie                |                                     | 43° 44′ 57″ nord, 7° 24′ 43″ est |                                     |                    |      | Image manquante Téléverser                                              |
| Chapelle de la Miséricorde de Lantosque                                            | Lantosque                |                                     | 43° 58′ 27″ nord, 7° 18′ 45″ est |                                     |                    |      | Image manquante Téléverser                                              |
| Chapelle Notre-Dame-des-Victoires des Granges de la Brasque                        | Lantosque                |                                     | 44° 00′ 34″ nord, 7° 15′ 01″ est |                                     |                    |      | Chapelle Notre-Dame-des-Victoires des Granges de la Brasque             |
| Chapelle Sainte-Croix des Condamines                                               | Lantosque                |                                     | 43° 56′ 53″ nord, 7° 16′ 42″ est |                                     |                    |      | Image manquante Téléverser                                              |
| Chapelle Sainte-Croix de Lantosque                                                 | Lantosque                |                                     | 43° 58′ 30″ nord, 7° 18′ 42″ est |                                     |                    |      | Image manquante Téléverser                                              |
| Chapelle Saint-Georges de Saint-Georges (Alpes-Maritimes)                          | Lantosque                |                                     | 43° 57′ 43″ nord, 7° 17′ 43″ est |                                     |                    |      | Image manquante Téléverser                                              |
| Chapelle Saint-Roch de Lantosque                                                   | Lantosque                |                                     | 43° 58′ 44″ nord, 7° 18′ 51″ est |                                     |                    |      | Image manquante Téléverser                                              |
| Chapelle Saint-Claude du Bar-sur-Loup                                              | Le Bar-sur-Loup          |                                     | à géolocaliser                   |                                     |                    |      | Image manquante Téléverser                                              |
| Chapelle Saint-Jean anciennement Saint-Jean-Entre-Deux-Eaux du Bar-sur-Loup        | Le Bar-sur-Loup          |                                     | à géolocaliser                   |                                     |                    |      | Image manquante Téléverser                                              |
| Chapelle des Sœurs Trinitaires du Bar-sur-Loup                                     | Le Bar-sur-Loup          |                                     | à géolocaliser                   |                                     |                    |      | Image manquante Téléverser                                              |
| Chapelle Saint-Michel du Bar-sur-Loup                                              | Le Bar-sur-Loup          |                                     | à géolocaliser                   |                                     |                    |      | Image manquante Téléverser                                              |
| Chapelle Saint-Antoine du Broc                                                     | Le Broc                  |                                     | 43° 48′ 26″ nord, 7° 10′ 00″ est |                                     |                    |      | Image manquante Téléverser                                              |
| Chapelle Sainte-Marguerite du Broc                                                 | Le Broc                  |                                     | 43° 49′ 54″ nord, 7° 09′ 28″ est |                                     |                    |      | Image manquante Téléverser                                              |
| Chapelle Saint-Roch du Broc                                                        | Le Broc                  |                                     | à géolocaliser                   |                                     |                    |      | Image manquante Téléverser                                              |
| Chapelle Notre-Dame-des-Anges du Cannet                                            | Le Cannet                |                                     | 43° 34′ 26″ nord, 7° 00′ 51″ est | « PA00080697 »                      | Inscrit MH         | 1941 | Chapelle Notre-Dame-des-Anges du Cannet                                 |
| Chapelle Saint-Bernardin du Cannet                                                 | Le Cannet                |                                     | 43° 34′ 23″ nord, 7° 01′ 04″ est |                                     |                    |      | Chapelle Saint-Bernardin du Cannet                                      |
| Chapelle Saint-Sauveur du Cannet                                                   | Le Cannet                |                                     | 43° 34′ 35″ nord, 7° 01′ 17″ est |                                     |                    |      | Chapelle Saint-Sauveur du Cannet                                        |
| Chapelle Saint-Arnoux du Mas                                                       | Le Mas                   |                                     | 43° 34′ 35″ nord, 7° 01′ 17″ est |                                     |                    |      | Chapelle Saint-Arnoux du Mas                                            |
| Chapelle Saint-Joseph, des Pénitents blancs du Rouret                              | Le Rouret                |                                     | à géolocaliser                   |                                     |                    |      | Image manquante Téléverser                                              |
| Chapelle Sainte-Julie des Ferres                                                   | Les Ferres               |                                     | 43° 50′ 55″ nord, 7° 05′ 43″ est |                                     |                    |      | Image manquante Téléverser                                              |
| Chapelle Saint-Antoine-de-Padoue de Levens                                         | Levens                   |                                     | 43° 49′ 35″ nord, 7° 14′ 04″ est |                                     |                    |      | Image manquante Téléverser                                              |
| Chapelle Notre-Dame-de-la-Miséricorde de Levens                                    | Levens                   |                                     | 43° 51′ 33″ nord, 7° 13′ 35″ est |                                     |                    |      | Chapelle Notre-Dame-de-la-Miséricorde de Levens                         |
| Chapelle Notre-Dame-de-l'Assomption de Levens                                      | Levens                   |                                     | 43° 51′ 32″ nord, 7° 13′ 34″ est |                                     |                    |      | Chapelle Notre-Dame-de-l'Assomption de Levens                           |
| Chapelle Sainte-Claire de Levens                                                   | Levens                   |                                     | 43° 50′ 17″ nord, 7° 14′ 48″ est |                                     |                    |      | Image manquante Téléverser                                              |
| Chapelle Sainte-Pétronille de Levens                                               | Levens                   |                                     | 43° 49′ 55″ nord, 7° 13′ 55″ est |                                     |                    |      | Image manquante Téléverser                                              |
| Chapelle Saint-Michel du Férion                                                    | Levens                   |                                     | 43° 51′ 33″ nord, 7° 16′ 20″ est |                                     |                    |      | Image manquante Téléverser                                              |
| Chapelle Saint-Joseph de Levens                                                    | Levens                   |                                     | 43° 50′ 17″ nord, 7° 12′ 37″ est |                                     |                    |      | Chapelle Saint-Joseph de Levens                                         |
| Chapelle Saint-Macaire de Lieuche                                                  | Lieuche                  |                                     | à géolocaliser                   |                                     |                    |      | Image manquante Téléverser                                              |
| Chapelle Notre-Dame-de-Bon-Cœur de Lucéram                                         | Lucéram                  |                                     | 43° 53′ 16″ nord, 7° 21′ 10″ est | « PA00080754 »                      | Classé MH          | 1942 | Chapelle Notre-Dame-de-Bon-Cœur de Lucéram                              |
| Chapelle Saint-Grat de Lucéram                                                     | Lucéram                  |                                     | 43° 52′ 50″ nord, 7° 21′ 23″ est | « PA00080755 »                      | Classé MH          | 1928 | Chapelle Saint-Grat de Lucéram                                          |
| Chapelle Saint-Pierre de Lucéram                                                   | Lucéram                  |                                     | 43° 53′ 00″ nord, 7° 21′ 36″ est | « PA06000026 »                      | Inscrit MH         | 2005 | Chapelle Saint-Pierre de Lucéram                                        |
| Chapelle Saint-Jean, des Pénitents blancs de Lucéram                               | Lucéram                  |                                     | à géolocaliser                   |                                     |                    |      | Chapelle Saint-Jean, des Pénitents blancs de Lucéram                    |
| Chapelle Saint-Laurent de Lucéram                                                  | Lucéram                  |                                     | à géolocaliser                   |                                     |                    |      | Image manquante Téléverser                                              |
| Chapelle des Pénitents blancs de Malaussène                                        | Malaussène               |                                     | à géolocaliser                   |                                     |                    |      | Chapelle des Pénitents blancs de Malaussène                             |
| Chapelle Saint-Jean de Minelle                                                     | Mandelieu-la-Napoule     |                                     | à géolocaliser                   |                                     |                    |      | Image manquante Téléverser                                              |
| Chapelle Saint-Roch de Marie                                                       | Marie                    |                                     | 44° 01′ 48″ nord, 7° 08′ 13″ est |                                     |                    |      | Image manquante Téléverser                                              |
| Chapelle des Pénitents noirs de la Casette                                         | Massoins                 |                                     | à géolocaliser                   |                                     |                    |      | Image manquante Téléverser                                              |
| Chapelle Sainte-Anne de Massoins                                                   | Massoins                 |                                     | 43° 56′ 33″ nord, 7° 08′ 27″ est |                                     |                    |      | Chapelle Sainte-Anne de Massoins                                        |
| Chapelle Saint-Sébastien de Massoins                                               | Massoins                 |                                     | 43° 56′ 24″ nord, 7° 07′ 17″ est |                                     |                    |      | Chapelle Saint-Sébastien de Massoins                                    |
| Chapelle Saint-Jacques de Menton                                                   | Menton                   |                                     | 43° 46′ 58″ nord, 7° 30′ 44″ est | « PA00080760 »                      | Inscrit MH         | 1948 | Chapelle Saint-Jacques de Menton                                        |
| Chapelle de l'Immaculée-Conception de Menton                                       | Menton                   |                                     | 43° 46′ 38″ nord, 7° 30′ 23″ est | « PA00080762 »                      | Classé MH          | 1947 | Chapelle de l'Immaculée-Conception de Menton                            |
| Chapelle Notre-Dame du Borrigo                                                     | Menton                   |                                     | 43° 46′ 44″ nord, 7° 30′ 20″ est |                                     |                    |      | Image manquante Téléverser                                              |
| Chapelle de la maison de la Vierge de Menton                                       | Menton                   |                                     | 43° 46′ 28″ nord, 7° 29′ 33″ est |                                     |                    |      | Image manquante Téléverser                                              |
| Chapelle du Home de Menton                                                         | Menton                   |                                     | 43° 46′ 44″ nord, 7° 30′ 20″ est |                                     |                    |      | Image manquante Téléverser                                              |
| Chapelle Notre-Dame-de-la-Madone de Menton                                         | Menton                   |                                     | 43° 46′ 05″ nord, 7° 29′ 19″ est |                                     |                    |      | Chapelle Notre-Dame-de-la-Madone de Menton                              |
| Chapelle Notre-Dame-de-l'Annonciation du monastère de l'Annonciade de Menton       | Menton                   |                                     | à géolocaliser                   |                                     |                    |      | Image manquante Téléverser                                              |
| Chapelle Saint-Christophe de Menton                                                | Menton                   |                                     | à géolocaliser                   |                                     |                    |      | Chapelle Saint-Christophe de Menton                                     |
| Chapelle Sainte-Anne de Garavan                                                    | Menton                   |                                     | 43° 46′ 56″ nord, 7° 30′ 34″ est |                                     |                    |      | Chapelle Sainte-Anne de Garavan                                         |
| Chapelle Saint-Roch de Menton                                                      | Menton                   |                                     | 43° 46′ 28″ nord, 7° 30′ 03″ est |                                     |                    |      | Chapelle Saint-Roch de Menton                                           |
| Chapelle Saint-Vincent de Menton                                                   | Menton                   |                                     | à géolocaliser                   |                                     |                    |      | Image manquante Téléverser                                              |
| Chapelle du palais Carnolès                                                        | Menton                   |                                     | 43° 45′ 59″ nord, 7° 29′ 15″ est |                                     |                    |      | Chapelle du palais Carnolès                                             |
| Chapelle Notre-Dame-de-Vie de Mougins                                              | Mougins                  |                                     | 43° 35′ 43″ nord, 7° 29′ 15″ est | « PA00080770 »                      | Inscrit MH         | 1927 | Chapelle Notre-Dame-de-Vie de Mougins                                   |
| Chapelle Saint-Barthélemy de Mougins                                               | Mougins                  |                                     | 43° 35′ 55″ nord, 6° 58′ 49″ est | « PA00080771 »                      | Inscrit MH         | 1941 | Chapelle Saint-Barthélemy de Mougins                                    |
| Chapelle de la maison Jean-Dehon                                                   | Mougins                  |                                     | 43° 36′ 11″ nord, 7° 01′ 00″ est |                                     |                    |      | Image manquante Téléverser                                              |
| Chapelle Saint-Bernardin de Mougins                                                | Mougins                  |                                     | 43° 36′ 01″ nord, 6° 59′ 40″ est |                                     |                    |      | Chapelle Saint-Bernardin de Mougins                                     |
| Chapelle Saint-Antoine, des Pénitents noirs de Moulinet                            | Moulinet                 |                                     | à géolocaliser                   |                                     |                    |      | Image manquante Téléverser                                              |
| Chapelle Saint-Joseph de Moulinet                                                  | Moulinet                 |                                     | 43° 56′ 26″ nord, 7° 24′ 45″ est |                                     |                    |      | Image manquante Téléverser                                              |
| Chapelle Saint-Michel de Moulinet                                                  | Moulinet                 |                                     | à géolocaliser                   |                                     |                    |      | Image manquante Téléverser                                              |
| Chapelle Saint-Sébastien de Moulinet                                               | Moulinet                 |                                     | à géolocaliser                   |                                     |                    |      | Image manquante Téléverser                                              |
| Chapelle Notre-Dame de la Ménour                                                   | Moulinet                 |                                     | 43° 55′ 19″ nord, 7° 24′ 43″ est |                                     |                    |      | Chapelle Notre-Dame de la Ménour                                        |
| Chapelle Sainte-Thérèse de Nice                                                    | Nice                     |                                     | 43° 43′ 00″ nord, 7° 18′ 45″ est |                                     |                    |      | Image manquante Téléverser                                              |
| Chapelle Saint-Aubert de Nice                                                      | Nice                     |                                     | 43° 43′ 12″ nord, 7° 17′ 46″ est |                                     |                    |      | Chapelle Saint-Aubert de Nice                                           |
| Chapelle Saint-Jean-Marie-Vianney de Nice                                          | Nice                     |                                     | 43° 43′ 54″ nord, 7° 14′ 51″ est |                                     |                    |      | Image manquante Téléverser                                              |
| Chapelle Sainte-Anne de Nice                                                       | Nice                     |                                     | 43° 43′ 15″ nord, 7° 16′ 35″ est |                                     |                    |      | Chapelle Sainte-Anne de Nice                                            |
| Chapelle Sainte-Croix de Nice                                                      | Nice                     |                                     | 43° 41′ 52″ nord, 7° 16′ 40″ est | « PA00080782 »                      | Classé MH          | 1987 | Chapelle Sainte-Croix de Nice                                           |
| Chapelle de la Miséricorde de Nice                                                 | Nice                     |                                     | 43° 41′ 45″ nord, 7° 16′ 31″ est | « PA00080781 »                      | Classé MH          | 1921 | Chapelle de la Miséricorde de Nice                                      |
| Chapelle de la Très-Sainte-Trinité et du Saint-Suaire de Nice                      | Nice                     |                                     | 43° 41′ 44″ nord, 7° 16′ 38″ est |                                     |                    |      | Chapelle de la Très-Sainte-Trinité et du Saint-Suaire de Nice           |
| Chapelle de la Visitation Sainte-Claire                                            | Nice                     |                                     | 43° 41′ 53″ nord, 7° 16′ 44″ est | « PA00080939 »                      | Inscrit MH         | 1989 | Chapelle de la Visitation Sainte-Claire                                 |
| Chapelle de la Visitation de Nice                                                  | Nice                     |                                     | 43° 41′ 57″ nord, 7° 16′ 45″ est |                                     |                    |      | Chapelle de la Visitation de Nice                                       |
| Chapelle du Petit Séminaire de Nice                                                | Nice                     |                                     | 43° 41′ 16″ nord, 7° 17′ 44″ est |                                     |                    |      | Chapelle du Petit Séminaire de Nice                                     |
| Chapelle du Saint-Sépulcre de Nice                                                 | Nice                     |                                     | 43° 42′ 02″ nord, 7° 16′ 48″ est | « PA06000003 »                      | Classé MH          | 2000 | Chapelle du Saint-Sépulcre de Nice                                      |
| Chapelle Saint-Philippe-Néri de Nice                                               | Nice                     |                                     | 43° 42′ 01″ nord, 7° 14′ 55″ est | « PA00080784 »                      | Inscrit MH         | 1964 | Chapelle Saint-Philippe-Néri de Nice                                    |
| Chapelle Notre-Dame-de-Bon-Voyage de Nice                                          | Nice                     |                                     | 43° 43′ 49″ nord, 7° 17′ 04″ est |                                     |                    |      | Chapelle Notre-Dame-de-Bon-Voyage de Nice                               |
| Chapelle de la Sainte-Trinité dite aussi de la Sainte-Famille de Nice              | Nice                     |                                     | 43° 41′ 53″ nord, 7° 16′ 48″ est |                                     |                    |      | Chapelle de la Sainte-Trinité dite aussi de la Sainte-Famille de Nice   |
| Chapelle du cimetière Sainte-Marguerite dit aussi cimetière des Anglais de Caucade | Nice                     |                                     | 43° 40′ 36″ nord, 7° 12′ 55″ est |                                     |                    |      | Image manquante Téléverser                                              |
| Chapelle Sainte-Marie-de-l'Assomption de la Baume                                  | Nice                     |                                     | 43° 43′ 54″ nord, 7° 16′ 58″ est |                                     |                    |      | Image manquante Téléverser                                              |
| Chapelle Sainte-Marie-de-l'Assomption de la Baume                                  | Nice                     |                                     | 43° 43′ 54″ nord, 7° 16′ 58″ est |                                     |                    |      | Image manquante Téléverser                                              |
| Chapelle du port de Nice                                                           | Nice                     |                                     | 43° 41′ 58″ nord, 7° 17′ 04″ est |                                     |                    |      | Chapelle du port de Nice                                                |
| Chapelle de la Pointe de la Rascasse                                               | Nice                     |                                     | 43° 41′ 19″ nord, 7° 18′ 25″ est |                                     |                    |      | Chapelle de la Pointe de la Rascasse                                    |
| Chapelle du palais Lascaris                                                        | Nice                     |                                     | 43° 41′ 52″ nord, 7° 16′ 37″ est |                                     |                    |      | Image manquante Téléverser                                              |
| Chapelle de la Miséricorde de Peille                                               | Peille                   |                                     | à géolocaliser                   |                                     |                    |      | Image manquante Téléverser                                              |
| Chapelle Notre-Dame de la Colette de la Colletta                                   | Peille                   |                                     | 43° 48′ 06″ nord, 7° 23′ 35″ est |                                     |                    |      | Image manquante Téléverser                                              |
| Chapelle Saint-Joseph de Peille                                                    | Peille                   |                                     | à géolocaliser                   |                                     |                    |      | Image manquante Téléverser                                              |
| Chapelle Saint-Roch de Peille                                                      | Peille                   |                                     | 43° 48′ 10″ nord, 7° 24′ 00″ est |                                     |                    |      | Chapelle Saint-Roch de Peille                                           |
| Chapelle Saint-Sébastien de Peille                                                 | Peille                   |                                     | à géolocaliser                   |                                     |                    |      | Chapelle Saint-Sébastien de Peille                                      |
| Chapelle Notre-Dame-des-Douleurs de Peillon                                        | Peille                   |                                     | 43° 46′ 44″ nord, 7° 22′ 53″ est | « PA00080814 »                      | Classé MH          | 2000 | Chapelle Notre-Dame-des-Douleurs de Peillon                             |
| Chapelle Saint-Roch de Peillon                                                     | Peille                   |                                     | à géolocaliser                   |                                     |                    |      | Image manquante Téléverser                                              |
| Chapelle Saint-Joseph de Peillon                                                   | Peille                   |                                     | 43° 46′ 00″ nord, 7° 20′ 39″ est |                                     |                    |      | Image manquante Téléverser                                              |
| Chapelle Saint-Marc de Peymeinade                                                  | Peymeinade               |                                     | 43° 38′ 37″ nord, 6° 52′ 32″ est |                                     |                    |      | Image manquante Téléverser                                              |
| Chapelle Saint-Joseph de Pierrefeu                                                 | Pierrefeu                |                                     | à géolocaliser                   |                                     |                    |      | Chapelle Saint-Joseph de Pierrefeu                                      |
| Chapelle Saint-Nicolas-de-Tolentino de Pierrefeu                                   | Pierrefeu                |                                     | à géolocaliser                   |                                     |                    |      | Image manquante Téléverser                                              |
| Chapelle grotte Notre-Dame-de-la-Roudoule de Puget-Théniers                        | Puget-Théniers           |                                     | 43° 57′ 38″ nord, 6° 53′ 34″ est |                                     |                    |      | Image manquante Téléverser                                              |
| Chapelle Sainte-Croix, des Pénitents blancs de Puget-Théniers                      | Puget-Théniers           |                                     | à géolocaliser                   |                                     |                    |      | Chapelle Sainte-Croix, des Pénitents blancs de Puget-Théniers           |
| Chapelle Saint-Jean-Baptiste de la Baumette de Péone                               | Péone                    |                                     | 44° 08′ 30″ nord, 6° 54′ 21″ est |                                     |                    |      | Chapelle Saint-Jean-Baptiste de la Baumette de Péone                    |
| Chapelle de la Sainte-Croix, des Pénitents blancs de Péone                         | Péone                    |                                     | à géolocaliser                   |                                     |                    |      | Chapelle de la Sainte-Croix, des Pénitents blancs de Péone              |
| Chapelle Saint-Bernard-de-Menthon de Valberg                                       | Péone                    |                                     | à géolocaliser                   |                                     |                    |      | Image manquante Téléverser                                              |
| Chapelle Saint-Sauveur des Amignons                                                | Péone                    |                                     | à géolocaliser                   |                                     |                    |      | Image manquante Téléverser                                              |
| Chapelle Saint-Roch de Revest-les-Roches                                           | Revest-les-Roches        |                                     | à géolocaliser                   |                                     |                    |      | Image manquante Téléverser                                              |
| Chapelle Sainte-Catherine de Rigaud                                                | Rigaud                   |                                     | à géolocaliser                   |                                     |                    |      | Image manquante Téléverser                                              |
| Chapelle Notre-Dame-de-Grâce de Berthémont                                         | Roquebillière            |                                     | 44° 02′ 32″ nord, 7° 17′ 57″ est |                                     |                    |      | Image manquante Téléverser                                              |
| Chapelle Sainte-Croix, des Pénitents blancs de Roquebillière Vieux                 | Roquebillière            |                                     | 44° 01′ 09″ nord, 7° 18′ 41″ est |                                     |                    |      | Chapelle Sainte-Croix, des Pénitents blancs de Roquebillière Vieux      |
| Chapelle Saint-Julien de Roquebillière                                             | Roquebillière            |                                     | à géolocaliser                   |                                     |                    |      | Image manquante Téléverser                                              |
| Chapelle Notre-Dame-du-Bon-Voyage de Bon-Voyage                                    | Roquebrune-Cap-Martin    |                                     | 43° 45′ 21″ nord, 7° 26′ 49″ est |                                     |                    |      | Image manquante Téléverser                                              |
| Chapelle Notre-Dame-de-la-Pausa de Roquebrune-Cap-Martin                           | Roquebrune-Cap-Martin    |                                     | 43° 45′ 49″ nord, 7° 27′ 52″ est |                                     |                    |      | Chapelle Notre-Dame-de-la-Pausa de Roquebrune-Cap-Martin                |
| Chapelle Saint-Roch de Roquebrune-Cap-Martin                                       | Roquebrune-Cap-Martin    |                                     | à géolocaliser                   |                                     |                    |      | Chapelle Saint-Roch de Roquebrune-Cap-Martin                            |
| Chapelle de l'Annonciation de Roquestéron                                          | Roquestéron              |                                     | à géolocaliser                   |                                     |                    |      | Image manquante Téléverser                                              |
| Chapelle Saint-Sébastien de Roubion                                                | Roubion                  |                                     | 44° 05′ 25″ nord, 7° 02′ 44″ est | « PA00080826 »                      | Classé MH          | 1948 | Chapelle Saint-Sébastien de Roubion                                     |
| Chapelle Notre-Dame de Roubion                                                     | Roubion                  |                                     | à géolocaliser                   |                                     |                    |      | Chapelle Notre-Dame de Roubion                                          |
| Chapelle Saint-Sébastien de Roure                                                  | Roure                    |                                     | 44° 05′ 23″ nord, 7° 05′ 09″ est | « PA00080828 »                      | Classé MH          | 1989 | Chapelle Saint-Sébastien de Roure                                       |
| Chapelle Notre-Dame-des-Grâces du Roure                                            | Roure                    |                                     | 44° 05′ 29″ nord, 7° 05′ 30″ est |                                     |                    |      | Image manquante Téléverser                                              |
| Chapelle Sainte-Claire de l'Abadie                                                 | Saint-André-de-la-Roche  |                                     | 43° 45′ 13″ nord, 7° 17′ 50″ est |                                     |                    |      | Chapelle Sainte-Claire de l'Abadie                                      |
| Chapelle Notre-Dame de la Clue de Saint-Auban                                      | Saint-Auban              |                                     | 43° 51′ 03″ nord, 6° 43′ 42″ est |                                     |                    |      | Image manquante Téléverser                                              |
| Chapelle Notre-Dame-de-Sardaigne de Saint-Cézaire-sur-Siagne                       | Saint-Cézaire-sur-Siagne |                                     | 43° 38′ 52″ nord, 6° 47′ 41″ est | « PA00080831 »                      | Inscrit MH         | 1939 | Chapelle Notre-Dame-de-Sardaigne de Saint-Cézaire-sur-Siagne            |
| Chapelle de Saint-Hospice                                                          | Saint-Jean-Cap-Ferrat    |                                     | 43° 41′ 09″ nord, 7° 20′ 49″ est | « PA00080839 »                      | Inscrit MH         | 1929 | Chapelle de Saint-Hospice                                               |
| Chapelle Notre-Dame-des-Champs de Saint-Jeannet                                    | Saint-Jeannet            |                                     | à géolocaliser                   |                                     |                    |      | Image manquante Téléverser                                              |
| Chapelle Saint-Bernardin, des Pénitents blancs de Saint-Jeannet                    | Saint-Jeannet            |                                     | à géolocaliser                   |                                     |                    |      | Chapelle Saint-Bernardin, des Pénitents blancs de Saint-Jeannet         |
| Chapelle Sainte-Pétronille de Saint-Jeannet                                        | Saint-Jeannet            |                                     | à géolocaliser                   |                                     |                    |      | Image manquante Téléverser                                              |
| Chapelle Saint-Jean-Baptiste, des Pénitents noirs de Saint-Jeannet                 | Saint-Jeannet            |                                     | à géolocaliser                   |                                     |                    |      | Image manquante Téléverser                                              |
| Chapelle Notre-Dame-des-Sept-Douleurs de Saint-Laurent-du-Var                      | Saint-Laurent-du-Var     |                                     | à géolocaliser                   |                                     |                    |      | Image manquante Téléverser                                              |
| Chapelle Sainte-Croix de Saint-Martin-Vésubie                                      | Saint-Martin-Vésubie     |                                     | 44° 04′ 11″ nord, 7° 15′ 23″ est | « PA06000005 »                      | Inscrit MH         | 1997 | Chapelle Sainte-Croix de Saint-Martin-Vésubie                           |
| Chapelle de la Miséricorde de Saint-Martin-Vésubie                                 | Saint-Martin-Vésubie     |                                     | 44° 04′ 07″ nord, 7° 15′ 23″ est | « PA06000004 »                      | Inscrit MH         | 1997 | Chapelle de la Miséricorde de Saint-Martin-Vésubie                      |
| Chapelle de la Sainte-Trinité de Saint-Martin-Vésubie                              | Saint-Martin-Vésubie     |                                     | à géolocaliser                   |                                     |                    |      | Image manquante Téléverser                                              |
| Chapelle de la Sainte-Trinité de Saint-Martin-Vésubie                              | Saint-Martin-Vésubie     |                                     | à géolocaliser                   |                                     |                    |      | Image manquante Téléverser                                              |
| Chapelle Saints-Roch-et-Sébastien du Touron                                        | Saint-Martin-Vésubie     |                                     | à géolocaliser                   |                                     |                    |      | Image manquante Téléverser                                              |
| Chapelle Notre-Dame-del-Bosc de la Madone                                          | Saint-Martin-du-Var      |                                     | à géolocaliser                   |                                     |                    |      | Image manquante Téléverser                                              |
| Chapelle Notre-Dame de la Gardette                                                 | Saint-Paul-de-Vence      |                                     | 43° 42′ 01″ nord, 7° 07′ 09″ est | « PA00125707 »                      | Inscrit MH         | 1993 | Chapelle Notre-Dame de la Gardette                                      |
| Chapelle de la Sainte-Croix de Saint-Paul-de-Vence                                 | Saint-Paul-de-Vence      |                                     | 43° 41′ 51″ nord, 7° 07′ 19″ est |                                     |                    |      | Chapelle de la Sainte-Croix de Saint-Paul-de-Vence                      |
| Chapelle Saint-Michel de Saint-Paul-de-Vence                                       | Saint-Paul-de-Vence      |                                     | 43° 41′ 39″ nord, 7° 07′ 24″ est |                                     |                    |      | Chapelle Saint-Michel de Saint-Paul-de-Vence                            |
| Chapelle de Saint-Paul-de-Vence                                                    | Saint-Paul-de-Vence      |                                     | à géolocaliser                   |                                     |                    |      | Chapelle de Saint-Paul-de-Vence                                         |
| Chapelle Sainte-Claire de Saint-Paul-de-Vence                                      | Saint-Paul-de-Vence      |                                     | 43° 41′ 51″ nord, 7° 07′ 19″ est |                                     |                    |      | Chapelle Sainte-Claire de Saint-Paul-de-Vence                           |
| Chapelle des Dominicaines de Saint-Paul-de-Vence                                   | Saint-Paul-de-Vence      |                                     | à géolocaliser                   |                                     |                    |      | Chapelle des Dominicaines de Saint-Paul-de-Vence                        |
| Chapelle de Fontette                                                               | Saint-Paul-de-Vence      |                                     | à géolocaliser                   |                                     |                    |      | Chapelle de Fontette                                                    |
| Chapelle Saint-Bernard de Saint-Paul-de-Vence                                      | Saint-Paul-de-Vence      |                                     | à géolocaliser                   |                                     |                    |      | Chapelle Saint-Bernard de Saint-Paul-de-Vence                           |
| Chapelle Saint-Roch de Saint-Paul-de-Vence                                         | Saint-Paul-de-Vence      |                                     | à géolocaliser                   |                                     |                    |      | Chapelle Saint-Roch de Saint-Paul-de-Vence                              |
| Chapelle Saint-Claude-et-Saint-Charles de Saint-Paul-de-Vence                      | Saint-Paul-de-Vence      |                                     | à géolocaliser                   |                                     |                    |      | Chapelle Saint-Claude-et-Saint-Charles de Saint-Paul-de-Vence           |
| Chapelle Saint-Blaise de Saint-Sauveur-sur-Tinée                                   | Saint-Sauveur-sur-Tinée  |                                     | à géolocaliser                   |                                     |                    |      | Image manquante Téléverser                                              |
| Chapelle du Saint-Esprit de Saint-Vallier-de-Thiey                                 | Saint-Vallier-de-Thiey   |                                     | 43° 41′ 53″ nord, 6° 50′ 58″ est |                                     |                    |      | Chapelle du Saint-Esprit de Saint-Vallier-de-Thiey                      |
| Chapelle Sainte-Luce de Saint-Vallier-de-Thiey                                     | Saint-Vallier-de-Thiey   |                                     | 43° 42′ 09″ nord, 6° 50′ 12″ est |                                     |                    |      | Image manquante Téléverser                                              |
| Chapelle Saint-Pons de Saint-Vallier-de-Thiey                                      | Saint-Vallier-de-Thiey   |                                     | 43° 41′ 41″ nord, 6° 50′ 54″ est |                                     |                    |      | Image manquante Téléverser                                              |
| Chapelle Sainte-Brigitte de Saint-Vallier-de-Thiey                                 | Saint-Vallier-de-Thiey   |                                     | 43° 41′ 52″ nord, 6° 50′ 45″ est |                                     |                    |      | Image manquante Téléverser                                              |
| Chapelle Saint-Maur de Saint-Étienne-de-Tinée                                      | Saint-Étienne-de-Tinée   |                                     | 43° 14′ 35″ nord, 6° 56′ 12″ est | « PA00080948 »                      | Classé MH          | 2000 | Chapelle Saint-Maur de Saint-Étienne-de-Tinée                           |
| Chapelle Saint-Sébastien de Saint-Étienne-de-Tinée                                 | Saint-Étienne-de-Tinée   |                                     | 44° 15′ 10″ nord, 6° 55′ 41″ est | « PA00080949 »                      | Classé MH          | 2000 | Chapelle Saint-Sébastien de Saint-Étienne-de-Tinée                      |
| Chapelle Saint-Érige d'Auron                                                       | Saint-Étienne-de-Tinée   |                                     | 44° 13′ 32″ nord, 6° 55′ 58″ est | « PA00080837 »                      | Classé MH          | 2000 | Chapelle Saint-Érige d'Auron                                            |
| Chapelle Saint-Michel, des Pénitents noirs de Saint-Étienne-de-Tinée               | Saint-Étienne-de-Tinée   |                                     | 44° 15′ 19″ nord, 6° 55′ 37″ est |                                     |                    |      | Chapelle Saint-Michel, des Pénitents noirs de Saint-Étienne-de-Tinée    |
| Chapelle Saint-Roch de Saint-Étienne-de-Tinée                                      | Saint-Étienne-de-Tinée   |                                     | 44° 15′ 19″ nord, 6° 55′ 37″ est |                                     |                    |      | Image manquante Téléverser                                              |
| Chapelle Sainte-Lucie de Sainte-Agnès                                              | Sainte-Agnès             |                                     | à géolocaliser                   |                                     |                    |      | Image manquante Téléverser                                              |
| Chapelle Saint-Sébastien de Sainte-Agnès                                           | Sainte-Agnès             |                                     | à géolocaliser                   |                                     |                    |      | Chapelle Saint-Sébastien de Sainte-Agnès                                |
| Chapelle Saint-Claude des Pénitents noirs de Saorge                                | Saorge                   |                                     | 43° 59′ 13″ nord, 7° 33′ 12″ est | « PA00080853 »                      | Inscrit MH         | 1974 | Chapelle Saint-Claude des Pénitents noirs de Saorge                     |
| Chapelle Saint-Jacques des Pénitents blancs de Saorge                              | Saorge                   |                                     | 43° 59′ 16″ nord, 7° 33′ 06″ est | « PA00080856 »                      | Classé MH          | 1981 | Chapelle Saint-Jacques des Pénitents blancs de Saorge                   |
| Chapelle Saint-Sébastien des Pénitents rouges de Saorge                            | Saorge                   |                                     | 43° 59′ 17″ nord, 7° 33′ 04″ est | « PA00080854 »                      | Inscrit MH         | 1974 | Chapelle Saint-Sébastien des Pénitents rouges de Saorge                 |
| Chapelle Notre-Dame-de-Maurion de Saorge                                           | Saorge                   |                                     | à géolocaliser                   |                                     |                    |      | Image manquante Téléverser                                              |
| Chapelle Notre-Dame-des-Miracles, couvent des Franciscains de Saorge               | Saorge                   |                                     | à géolocaliser                   |                                     |                    |      | Image manquante Téléverser                                              |
| Chapelle Saint-Roch de Saorge                                                      | Saorge                   |                                     | 43° 59′ 26″ nord, 7° 32′ 56″ est |                                     |                    |      | Chapelle Saint-Roch de Saorge                                           |
| Chapelle Notre-Dame de Gratemoine                                                  | Séranon                  |                                     | 43° 46′ 19″ nord, 6° 41′ 40″ est |                                     |                    |      | Chapelle Notre-Dame de Gratemoine                                       |
| Chapelle Sainte-Brigitte de Séranon                                                | Séranon                  |                                     | 43° 46′ 36″ nord, 6° 40′ 58″ est |                                     |                    |      | Image manquante Téléverser                                              |
| Chapelle Notre-Dame-d'Entrevignes                                                  | Sigale                   |                                     | 43° 52′ 39″ nord, 6° 59′ 11″ est | « PA00080858 »                      | Classé MH          | 1925 | Chapelle Notre-Dame-d'Entrevignes                                       |
| Chapelle Sainte-Croix de Sospel                                                    | Sospel                   |                                     | 43° 52′ 43″ nord, 7° 27′ 01″ est | « PA00080862 »                      | Inscrit MH         | 1949 | Chapelle Sainte-Croix de Sospel                                         |
| Chapelle de l'Immaculée-Conception des Pénitents gris de Sospel                    | Sospel                   |                                     | 43° 52′ 37″ nord, 7° 26′ 51″ est | « PA00080861 »                      | Inscrit MH         | 1952 | Chapelle de l'Immaculée-Conception des Pénitents gris de Sospel         |
| Chapelle des Pénitents rouges de Sospel                                            | Sospel                   |                                     | à géolocaliser                   |                                     |                    |      | Image manquante Téléverser                                              |
| Chapelle du Calvaire de Prébatailler                                               | Sospel                   |                                     | 43° 52′ 38″ nord, 7° 25′ 51″ est |                                     |                    |      | Image manquante Téléverser                                              |
| Chapelle du Sacré-Cœur de Nieya                                                    | Sospel                   |                                     | 43° 53′ 04″ nord, 7° 28′ 14″ est |                                     |                    |      | Image manquante Téléverser                                              |
| Chapelle Saint-Antoine de Saint-Antoine (Alpes-Maritimes)                          | Sospel                   |                                     | 43° 53′ 28″ nord, 7° 28′ 06″ est |                                     |                    |      | Image manquante Téléverser                                              |
| Chapelle Saint-Charles de Sospel                                                   | Sospel                   |                                     | 43° 53′ 10″ nord, 7° 25′ 43″ est |                                     |                    |      | Image manquante Téléverser                                              |
| Chapelle Sainte-Anne de Sospel                                                     | Sospel                   |                                     | 43° 52′ 33″ nord, 7° 26′ 36″ est |                                     |                    |      | Image manquante Téléverser                                              |
| Ancienne chapelle Sainte-Anne du Monar                                             | Sospel                   |                                     | à géolocaliser                   |                                     |                    |      | Image manquante Téléverser                                              |
| Chapelle Saint-Éloi de Sospel                                                      | Sospel                   |                                     | 43° 52′ 43″ nord, 7° 27′ 04″ est |                                     |                    |      | Image manquante Téléverser                                              |
| Chapelle Sainte-Madeleine de Sospel                                                | Sospel                   |                                     | 43° 53′ 51″ nord, 7° 24′ 57″ est |                                     |                    |      | Image manquante Téléverser                                              |
| Chapelle Sainte-Sabine de Sospel                                                   | Sospel                   |                                     | 43° 53′ 36″ nord, 7° 25′ 51″ est |                                     |                    |      | Image manquante Téléverser                                              |
| Chapelle Saint-Gervais de Sospel                                                   | Sospel                   |                                     | à géolocaliser                   |                                     |                    |      | Image manquante Téléverser                                              |
| Chapelle Saint-Joseph de Berrins                                                   | Sospel                   |                                     | 43° 53′ 25″ nord, 7° 26′ 13″ est |                                     |                    |      | Image manquante Téléverser                                              |
| Chapelle Saint-Pierre de Mont Agaisen                                              | Sospel                   |                                     | à géolocaliser                   |                                     |                    |      | Image manquante Téléverser                                              |
| Chapelle Saint-Roch de Sospel                                                      | Sospel                   |                                     | 43° 52′ 05″ nord, 7° 26′ 20″ est |                                     |                    |      | Image manquante Téléverser                                              |
| Chapelle Saint-Sébastien de Sospel                                                 | Sospel                   |                                     | à géolocaliser                   |                                     |                    |      | Image manquante Téléverser                                              |
| Chapelle Saint-Jean-Baptiste de Sospel                                             | Sospel                   |                                     | 43° 51′ 28″ nord, 7° 26′ 16″ est |                                     |                    |      | Image manquante Téléverser                                              |
| Chapelle Saint-Pancrace de Sospel                                                  | Sospel                   |                                     | 43° 51′ 41″ nord, 7° 27′ 00″ est |                                     |                    |      | Image manquante Téléverser                                              |
| Chapelle Saint-Sauveur de Tende                                                    | Tende                    |                                     | 44° 05′ 19″ nord, 7° 35′ 16″ est | « PA00080879 »                      | Classé MH          | 2000 | Image manquante Téléverser                                              |
| Chapelle de l'Annonciade de Tende                                                  | Tende                    |                                     | 44° 05′ 09″ nord, 7° 35′ 36″ est | « PA06000014 »                      | Classé MH          | 2003 | Chapelle de l'Annonciade de Tende                                       |
| Chapelle de l'Annonciation de Tende                                                | Tende                    |                                     | 44° 05′ 02″ nord, 7° 35′ 34″ est | « PA00080877 »                      | Classé MH          | 1950 | Chapelle de l'Annonciation de Tende                                     |
| Chapelle de la Miséricorde de Tende                                                | Tende                    |                                     | 44° 05′ 01″ nord, 7° 35′ 33″ est | « PA00080878 »                      | Classé MH          | 1950 | Chapelle de la Miséricorde de Tende                                     |
| Chapelle Notre-Dame-de-la-Visitation de Vievola                                    | Tende                    |                                     | 44° 06′ 39″ nord, 7° 33′ 56″ est |                                     |                    |      | Image manquante Téléverser                                              |
| Chapelle Saint-Pierre d'Alcantara de Canaresse                                     | Tende                    |                                     | 44° 06′ 08″ nord, 7° 33′ 52″ est |                                     |                    |      | Image manquante Téléverser                                              |
| Chapelle Saint-Pons de Saint-Pons (Alpes-Maritimes)                                | Tende                    |                                     | à géolocaliser                   |                                     |                    |      | Image manquante Téléverser                                              |
| Chapelle Notre-Dame de Col de la Madone                                            | Thiéry                   |                                     | 43° 58′ 43″ nord, 7° 03′ 10″ est |                                     |                    |      | Image manquante Téléverser                                              |
| Chapelle Saint-Roch de Thiéry                                                      | Thiéry                   |                                     | 43° 58′ 43″ nord, 7° 01′ 59″ est |                                     |                    |      | Image manquante Téléverser                                              |
| Chapelle Sainte-Anne de Tourette-du-Château                                        | Tourette-du-Château      |                                     | 43° 52′ 57″ nord, 7° 08′ 36″ est |                                     |                    |      | Image manquante Téléverser                                              |
| Chapelle Notre-Dame-de-Lorette dite aussi chapelle du Caïre de Tourrette-Levens    | Tourrette-Levens         |                                     | à géolocaliser                   |                                     |                    |      | Image manquante Téléverser                                              |
| Chapelle Saint-Antoine de Tourrette-Levens                                         | Tourrette-Levens         |                                     | 43° 47′ 30″ nord, 7° 16′ 25″ est |                                     |                    |      | Image manquante Téléverser                                              |
| Chapelle des Pénitents blancs de Tourrette-Levens                                  | Tourrette-Levens         |                                     | à géolocaliser                   |                                     |                    |      | Chapelle des Pénitents blancs de Tourrette-Levens                       |
| Chapelle Saint-Arnoux du Pont-du-Loup                                              | Tourrettes-sur-Loup      |                                     | 43° 43′ 53″ nord, 6° 59′ 52″ est |                                     |                    |      | Image manquante Téléverser                                              |
| Chapelle Saint-Antoine de Tourrettes-sur-Loup                                      | Tourrettes-sur-Loup      |                                     | 43° 42′ 16″ nord, 7° 02′ 14″ est |                                     |                    |      | Chapelle Saint-Antoine de Tourrettes-sur-Loup                           |
| Chapelle Saint-Jean de Tourrettes-sur-Loup                                         | Tourrettes-sur-Loup      |                                     | 43° 43′ 03″ nord, 7° 03′ 23″ est |                                     |                    |      | Chapelle Saint-Jean de Tourrettes-sur-Loup                              |
| Chapelle Sainte-Madeleine de Tourrettes-sur-Loup                                   | Tourrettes-sur-Loup      |                                     | 43° 43′ 14″ nord, 7° 04′ 19″ est |                                     |                    |      | Chapelle Sainte-Madeleine de Tourrettes-sur-Loup                        |
| Chapelle des Templiers de Touët-sur-Var                                            | Touët-sur-Var            |                                     | 43° 56′ 51″ nord, 7° 00′ 23″ est |                                     |                    |      | Chapelle des Templiers de Touët-sur-Var                                 |
| Chapelle Notre-Dame-Sainte-Marie de Touët-sur-Var                                  | Touët-sur-Var            |                                     | 43° 56′ 52″ nord, 6° 59′ 30″ est |                                     |                    |      | Image manquante Téléverser                                              |
| Chapelle des Pénitents blancs d'Utelle                                             | Utelle                   |                                     | 43° 55′ 00″ nord, 7° 14′ 50″ est | « PA00080899 »                      | Classé MH          | 1979 | Chapelle des Pénitents blancs d'Utelle                                  |
| Chapelle Saint-Antoine d'Utelle                                                    | Utelle                   |                                     | 43° 53′ 59″ nord, 7° 14′ 50″ est |                                     |                    |      | Chapelle Saint-Antoine d'Utelle                                         |
| Chapelle Sainte-Anne du Blaquet                                                    | Utelle                   |                                     | 43° 15′ 54″ nord, 7° 15′ 54″ est |                                     |                    |      | Image manquante Téléverser                                              |
| Ancienne chapelle des pénitents noirs d'Utelle                                     | Utelle                   | actuelle salle des fêtes du village | à géolocaliser                   |                                     |                    |      | Ancienne chapelle des pénitents noirs d'Utelle                          |
| Ancienne chapelle Saint-Sébastien d'Utelle                                         | Utelle                   |                                     | à géolocaliser                   |                                     |                    |      | Ancienne chapelle Saint-Sébastien d'Utelle                              |
| Chapelle Saint-Roch de Valbonne                                                    | Valbonne                 |                                     | 43° 38′ 27″ nord, 7° 00′ 15″ est |                                     |                    |      | Image manquante Téléverser                                              |
| Chapelle des Pénitents blancs de la Bolline                                        | Valdeblore               |                                     | 44° 04′ 23″ nord, 7° 10′ 02″ est |                                     |                    |      | Chapelle des Pénitents blancs de la Bolline                             |
| Chapelle des Pénitents noirs de la Roche                                           | Valdeblore               |                                     | 44° 04′ 13″ nord, 7° 10′ 33″ est |                                     |                    |      | Image manquante Téléverser                                              |
| Chapelle Saint-Léonce de Valderoure                                                | Valderoure               |                                     | 43° 47′ 42″ nord, 6° 41′ 21″ est | « PA00080905 »                      | Inscrit MH         | 1947 | Chapelle Saint-Léonce de Valderoure                                     |
| Chapelle Saint-Jean-Baptiste dite localement San-Jan-Lou-Burlou de Malamaire       | Valderoure               |                                     | 43° 47′ 40″ nord, 6° 39′ 38″ est |                                     |                    |      | Image manquante Téléverser                                              |
| Chapelle Saint-Pierre de la Ferrière                                               | Valderoure               |                                     | 43° 47′ 58″ nord, 6° 43′ 57″ est |                                     |                    |      | Image manquante Téléverser                                              |
| Chapelle Notre-Dame-des-Grâces de Vallauris                                        | Vallauris                |                                     | 43° 34′ 39″ nord, 7° 04′ 11″ est |                                     |                    |      | Image manquante Téléverser                                              |
| Chapelle de la Miséricorde de Vallauris                                            | Vallauris                |                                     | 43° 34′ 43″ nord, 7° 03′ 03″ est |                                     |                    |      | Image manquante Téléverser                                              |
| Chapelle Saint-Antoine de Vallauris                                                | Vallauris                |                                     | 43° 33′ 52″ nord, 7° 02′ 46″ est |                                     |                    |      | Image manquante Téléverser                                              |
| Chapelle Saint-Bernard de Vallauris                                                | Vallauris                |                                     | 43° 35′ 04″ nord, 7° 03′ 19″ est |                                     |                    |      | Image manquante Téléverser                                              |
| Chapelle Saint-Roch de Vallauris                                                   | Vallauris                |                                     | 43° 34′ 47″ nord, 7° 03′ 35″ est |                                     |                    |      | Image manquante Téléverser                                              |
| Chapelle Saint-Sébastien de Venanson                                               | Venanson                 |                                     | 44° 03′ 13″ nord, 7° 15′ 11″ est | « PA00080950 »                      | Classé MH          | 2000 | Chapelle Saint-Sébastien de Venanson                                    |
| Chapelle du Rosaire de Vence                                                       | Vence                    |                                     | 43° 43′ 39″ nord, 7° 06′ 46″ est | « PA00080911 »                      | Inscrit MH         | 1965 | Chapelle du Rosaire de Vence                                            |
| Chapelle Sainte-Élisabeth de Vence                                                 | Vence                    |                                     | 43° 42′ 49″ nord, 7° 07′ 36″ est | « PA00080913 »                      | Inscrit MH         | 1927 | Chapelle Sainte-Élisabeth de Vence                                      |
| Chapelle des Pénitents blancs de Vence                                             | Vence                    |                                     | 43° 43′ 23″ nord, 7° 06′ 35″ est | « PA00080912 »                      | Classé MH          | 1944 | Chapelle des Pénitents blancs de Vence                                  |
| Six chapelles du chemin du Calvaire                                                | Vence                    |                                     | 43° 43′ 19″ nord, 7° 06′ 14″ est | « PA00080951 »                      | Inscrit MH         | 1989 | Six chapelles du chemin du Calvaire                                     |
| Chapelle Notre-Dame de Vence                                                       | Vence                    |                                     | à géolocaliser                   |                                     |                    |      | Image manquante Téléverser                                              |
| Chapelle Notre-Dame-de-la-Pitié dite chapelle Sainte-Anne de Vence                 | Vence                    |                                     | 43° 43′ 13″ nord, 7° 06′ 27″ est |                                     |                    |      | Image manquante Téléverser                                              |
| Chapelle Saint-Pierre de Villefranche-sur-Mer                                      | Villefranche-sur-Mer     |                                     | 43° 42′ 11″ nord, 7° 18′ 43″ est | « PA00135615 »                      | Classé MH          | 1996 | Chapelle Saint-Pierre de Villefranche-sur-Mer                           |
| Chapelle de la Madone-Noire de Villefranche-sur-Mer                                | Villefranche-sur-Mer     |                                     | 43° 42′ 25″ nord, 7° 19′ 26″ est |                                     |                    |      | Image manquante Téléverser                                              |
| Chapelle Sainte-Élisabeth de Villefranche-sur-Mer                                  | Villefranche-sur-Mer     |                                     | 43° 42′ 15″ nord, 7° 18′ 37″ est | « IA06001033 »                      |                    |      | Image manquante Téléverser                                              |
| Chapelle Saint-Grat de Villefranche-sur-Mer                                        | Villefranche-sur-Mer     |                                     | 43° 42′ 58″ nord, 7° 20′ 04″ est |                                     |                    |      | Image manquante Téléverser                                              |
| Chapelle de l'Ange-Gardien de Villefranche-sur-Mer                                 | Villefranche-sur-Mer     |                                     | 43° 42′ 10″ nord, 7° 19′ 25″ est |                                     |                    |      | Image manquante Téléverser                                              |
| Chapelle Notre-Dame-des-Grâces de Villeneuve-d'Entraunes                           | Villeneuve-d'Entraunes   |                                     | 44° 07′ 13″ nord, 6° 47′ 47″ est |                                     |                    |      | Chapelle Notre-Dame-des-Grâces de Villeneuve-d'Entraunes                |
| Chapelle Sainte-Marguerite de Villeneuve-d'Entraunes                               | Villeneuve-d'Entraunes   |                                     | 44° 07′ 24″ nord, 6° 47′ 41″ est |                                     |                    |      | Image manquante Téléverser                                              |